# 麻仁節
麻仁节（7世紀—?），唐朝官员，官至司农少卿。
696年五月十二日，营州契丹松漠都督李尽忠、归诚州刺史孙万荣起兵反武周，攻陷营州。五月二十五日，武则天派遣左鹰扬卫将军曹仁师、右金吾卫大将军张玄遇、左威卫大将军李多祚、司农少卿麻仁节等二十八将讨伐。八月二十八日，与契丹黄麞谷之战，周军大败。契丹人设下埋伏从侧面攻击，李楷固用飞索将张玄遇与麻仁节绊倒，将他们生擒。